# 쿠파티

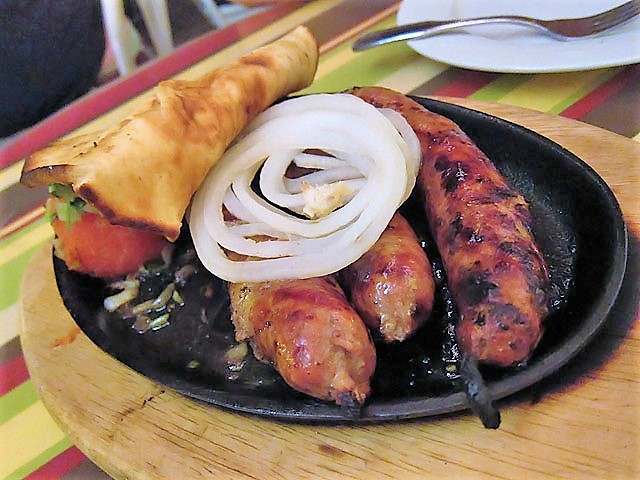
쿠파티

쿠파티(조지아어: კუპატი)는 조지아 소시지의 일종으로 돼지고기, 내장 또는 곱창, 후추, 양파 등을 갈아 만든다. 캅카스 지역에서 인기가 있다.